# Фросин, Алексей Михайлович
Алексей Михайлович Фросин (род. 14 февраля 1978, Москва) — российский фехтовальщик на саблях, заслуженный мастер спорта (2000), олимпийский чемпион, чемпион мира, многократный чемпион Европы.
Участвовал в Олимпийских играх 2000 в Сиднее, где завоевал золотую медаль в командном первенстве по фехтованию на саблях. Трёхкратный чемпион мира (2001, 2002, 2005) в командном первенстве. Шестикратный чемпион Европы (1998 в личном первенстве, 2000, 2001, 2002, 2003, 2008 — в командном). Победитель Всемирной Универсиады 2001 в командном первенстве. Чемпион России 1997 (в личном первенстве), 2000, 2001 и 2003 (в командном первенстве).
Окончил РГУФК.
Награждён  орденом «Дружбы» (указ президента РФ №450 от 19.04.2001).